# Branslottet
Branslottet (rumænsk: Castelul Bran; tysk: Törzburg; ungarsk: Törcsvár) er et slot nær byen Bran ved Brașov i Rumænien, og er et kendt vartegn i landet. Slottet ligger på grænsen mellem Transsylvanien og Valakiet på DN73. Det er kendt som "Draculas slot" (selvom det er et blandt flere slotte, der ligger mellem Transsylvanien og Valakiet), og bliver markedsført som hjem for titelkarakteren i Bram Stokers bog Dracula. Der er dog intet, der tyder på, at Stoker kendte til slottet, da han skrev sin bog. Slottet har svage forbindelse til Vlad Dracula, som er den formodede inspiration til Dracula. Den hollandske forfatter opdagede, at den lokation som Stoker egentligt havde i tankerne til Draculas slot, var en tom bjergtop, kaldet Izvorul Călimanului, 2.033 moh., som ligger i de transsylvanske Keleman Alper, nær den tidligere grænse til Moldova.
Slottet blev opført i 1122 af den Tyske Orden og området hvor det ligger var i mange år befolket af siebenbürgen-sakserne.
Slottet er åbent for turister, og udstiller kunst og møbler, der blev indsamlet af Dronning Marie af Rumænien. Efter jerntæppets fald er slottet blevet givet tilbage til Maries efterkommere. I foråret 2014 blev slottet sat til salg for 430 mio. kr.